# Sun Rong
Sun Rong (16 de gener de 1989) és una esportista xinesa que va competir en judo, guanyadora d'una medalla de bronze al Campionat Asiàtic de Judo de 2009 en la categoria de –57 kg.

## Palmarès internacional
| Campionat Asiàtic | Campionat Asiàtic     | Campionat Asiàtic | Campionat Asiàtic |
| Any               | Lloc                  | Medalla           | Categoria         |
| ----------------- | --------------------- | ----------------- | ----------------- |
| 2009              | Taipei ( Xina Taipei) | 3                 | –57 kg            |